# Barbatia amygdalumtostum
Barbatia amygdalumtostum is een tweekleppigensoort uit de familie van de Arcidae. De wetenschappelijke naam van de soort is voor het eerst geldig gepubliceerd in 1798 door Röding.

Rechter Klep
Linker Klep